# Froneri
Froneri er en britisk global isproducent med hovedkvarter i Leeming Bar, North Yorkshire. Målt på volumen er det Europas største producent af is og Verdens næststørste.
Froneri blev etableret i 2016 som et joint venture mellem fødevarevirksomheden Nestlé og kapitalfonden PAI Partners. PAI Partners havde havde i 2013 overtaget R&R Ice Cream. R&R Ice Cream blev oprindeligt etableret som Richmond Ice Cream i 1985.
Froneri har en årsomsætning på 750 mio. britiske pund, og de har ca. 3.000 ansatte. Deres største isfabrik er i Leeming Bar, som også er Europas største isfabrik. De har også produktion i Skelmersdale og i Bodmin, Cornwall.